# За нашу Советскую Родину (мемориальный комплекс)
Мемориал «За нашу Советскую Родину» — мемориальный комплекс в городе Орше Витебской области Беларуси.

## История и описание
Мемориал «За нашу Советскую Родину» («Катюша») был открыт в 1966 году в честь 25-летия первого залпа «Катюши» и расположен в городе Орше по улице Комсомольской на восточном берегу реки Днепр. В годы Великой Отечественной войны, чтобы сберечь территорию города Орши от фашистских захватчиков 14 июля 1941 года взвод под командованием капитана Ивана Андреевича Флёрова возле деревни Пищалово открыли батарею реактивной артиллерии «Катюша» (БМ-13). В течение нескольких секунд выстрелы были направлены на оккупированный городской вокзал в городе Орше и этого было достаточно, чтобы уничтожить большое количество вражеской силы и боевой техники и предотвратить дальнейшее наступление фашистов на Смоленск. В память об этом событии был создан мемориальный комплекс «За нашу Советскую Родину» («Катюша»). Авторы мемориального комплекса известные белорусские архитекторы: Юрий Михайлович Градов, Валентин Павлович Занкович, Леонид Менделевич Левин.
Заслуженный архитектор Беларуси, Юрий Михайлович Градов сказал:

Мемориал, посвященный «катюше», — это первый белорусский памятник-ансамбль. Его композицию мы, молодые архитекторы, придумали за одну ночь. Нашли крутой обрыв над Днепром, как в известной песне. А главным элементом у нас стала реальная «катюша», которую мы «запечатали» в металл и покрасили в белый цвет. Да-да. Именно — в белый! Это подчеркивало, что памятник посвящен не какой-то конкретной военной технике, а легендарному образу. Мне бы хотелось, чтобы эта авторская задумка была возвращена. Если же встанет вопрос о реконструкции мемориала, готов в ней поучаствовать.
В центре мемориального комплекса была установлена на пьедестале образца 1941 года макет «Катюши», мемориал объединяет шесть «миномётных пусковых установок», сделанных из бетона. На территории мемориального комплекса (у входа в комплекс) расположен куб чёрного цвета с памятной надписью «За нашу Советскую Родину!» и датой о первом ударе знаменитого орудия: 14 июля 1941 года. Мемориальный комплекс «За нашу Советскую Родину» («Катюша») является объектом историко-культурной ценностью Республики Беларусь.